# Manoel-eiland
Manoel-eiland is een Maltees eiland in Marsamxett Harbour, ter hoogte van de stad Gżira, dat door een brug met het grotere eiland Malta verbonden is. Het dankt zijn naam aan de Portugees Antonio Manoel de Vilhena, een grootmeester van de Maltezer Orde, die in 1726 op het eiland Fort Manoel bouwde. Dit fort ziet uit op de huidige hoofdstad Valletta.

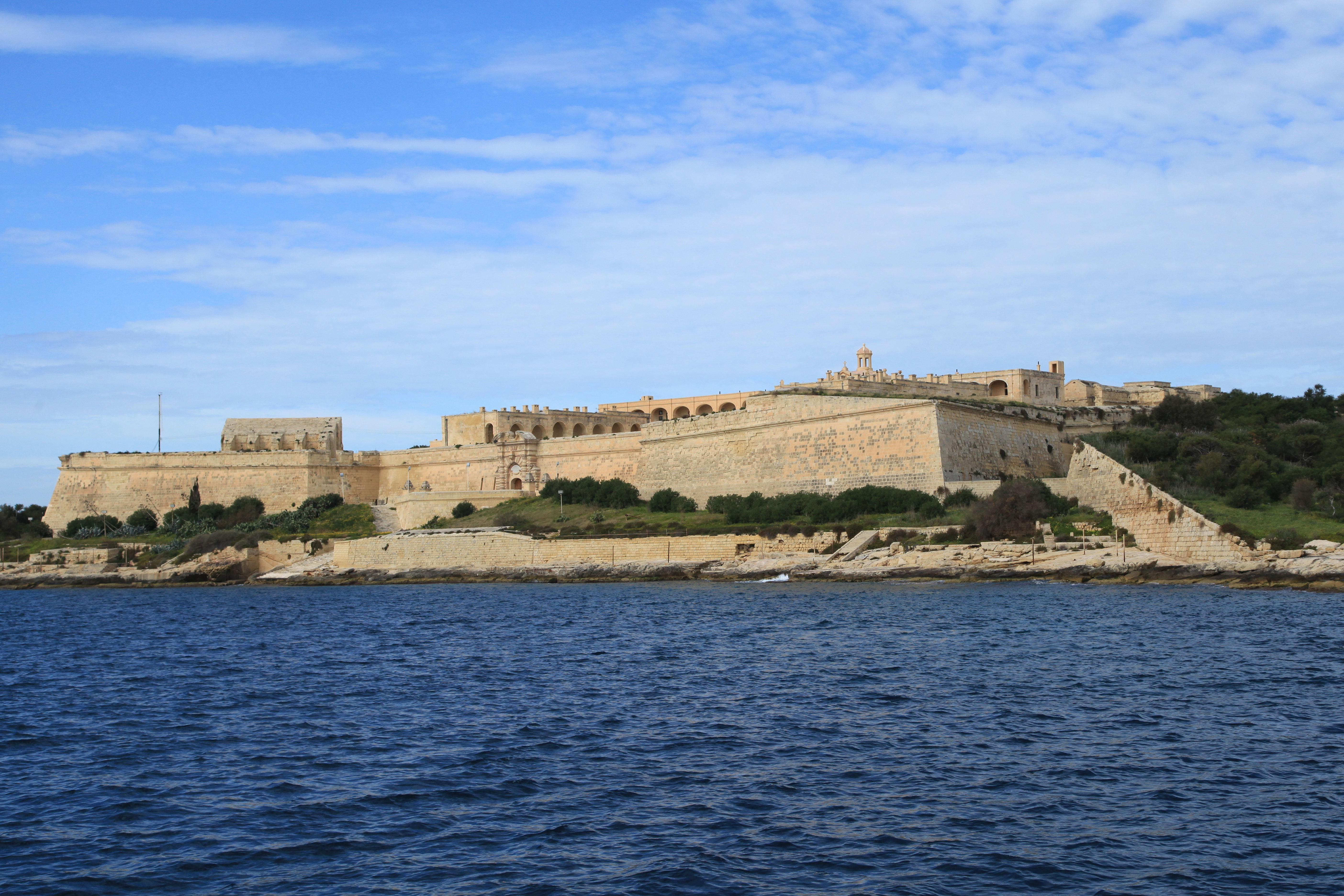
Fort Manoel

Manoel-eiland heette aanvankelijk l'Isola del Vescovo of il-Gżira tal-Isqof ("eiland van de bisschop"). 
In 1643 bouwde grootmeester Jean Paul Lascaris een lazzaretto op het eiland, een ziekenhuis voor quarantaine, met als doel het beperken van de binnenkomst van de pest en cholera via binnenkomende schepen.
Tijdens de Tweede Wereldoorlog werden Manoel-eiland en het fort gebruikt door de Royal Navy. In die tijd werd ernaar verwezen als de HMS Talbot of HMS Phœnicia. De op het eiland gebouwde Chapel of St. Anthony werd vrijwel geheel verwoest door een directe treffer tijdens een bombardement van de Luftwaffe in 1942.
Na jaren dienst te hebben gedaan als een opvanghuis voor eenden en andere watervogels, dat werd gerund door een vrijwilliger, worden momenteel de gebouwen op het eiland opgeknapt en worden nieuwe huizen gebouwd. Dit laatste ondervindt hevige kritiek aangezien het schade zou toebrengen aan de historische bebouwing van het eiland.
Comino · Cominotto · Gozo · Filfla · Fungus Rock · Malta · Manoel Island · Islands of St. Paul